# Lijst van partijleiders van 50PLUS
De partijleider van 50PLUS is tijdens de Tweede Kamerverkiezingen de lijsttrekker. Meestal bekleedt de partijleider de functie van fractievoorzitter in de Tweede Kamer. De eerste partijleider en lijsttrekker was Jan Nagel.

## Partijleiders
| Partijleiders                             | Partijleiders            | Partijleiders                   | Termijn                            | Functie(s) als leider / Overige functie(s)                                | Lijsttrekker                    |
| ----------------------------------------- | ------------------------ | ------------------------------- | ---------------------------------- | ------------------------------------------------------------------------- | ------------------------------- |
|                                           | J.G. (Jan) Nagel         | J.G. (Jan) Nagel (1939)         | 2009 – 20 september 2012           |                                                                           |                                 |
|                                           | H.C.M. (Henk) Krol       | H.C.M. (Henk) Krol (1950)       | 20 september 2012 – 4 oktober 2013 | Lid Tweede Kamer (2012–2013) Fractievoorzitter Tweede Kamer (2012–2013)   | 2012                            |
| Vacant (4 oktober 2013 – 2 november 2013) |                          |                                 |                                    |                                                                           |                                 |
|                                           | J.G. (Jan) Nagel         | J.G. (Jan) Nagel (1939)         | 2 november 2013 – 22 augustus 2016 | Lid Eerste Kamer (2011–2019) Fractievoorzitter Eerste Kamer (2011–2019)   |                                 |
|                                           | H.C.M. (Henk) Krol       | H.C.M. (Henk) Krol (1950)       | 22 augustus 2016 – 3 mei 2020      | Lid Tweede Kamer (2014–2021) Fractievoorzitter Tweede Kamer (2016–2020)   | 2017                            |
| Vacant (3 mei 2020 – 3 oktober 2020)      |                          |                                 |                                    |                                                                           |                                 |
|                                           | N.L. (Liane) Den Haan    | N.L. (Liane) Den Haan (1967)    | 3 oktober 2020 – 6 mei 2021        | Lid Tweede Kamer (2021-heden) Fractievoorzitter Tweede Kamer (2021)       | 2021                            |
| Vacant (6 mei 2021 – 17 juni 2021)        |                          |                                 |                                    |                                                                           |                                 |
|                                           | M.J (Martin) Van Rooijen | M.J (Martin) Van Rooijen (1942) | 17 juni 2021 – heden               | Lid Eerste Kamer (2019–heden) Fractievoorzitter Eerste Kamer (2019–heden) | G.O.P.C (Gerard) Van Hooft 2023 |